# Liste der Biografien/Feri
Liste der Biografien |
Portal Biografien |
Personensuche
# |
A |
B |
C |
D |
E |
F |
G |
H |
I |
J |
K |
L |
M |
N |
O |
P |
Q |
R |
S |
T |
U |
V |
W |
X |
Y |
Z |
?
 
Fa |
Fe |
Ff |
Fh |
Fi |
Fj |
Fk |
Fl |
Fm |
Fn |
Fo |
Fr |
Ft |
Fu |
Fy
 
Fea |
Feb |
Fec |
Fed |
Fee |
Fef |
Feg |
Feh |
Fei |
Fej |
Fek |
Fel |
Fem |
Fen |
Feo |
Fer |
Fes |
Fet |
Feu |
Fev |
Few |
Fey |
Fez
 
Fera |
Ferb |
Ferc |
Ferd |
Fere |
Ferf |
Ferg |
Ferh |
Feri |
Ferj |
Ferk |
Ferl |
Ferm |
Fern |
Fero |
Ferr |
Fers |
Fert |
Feru |
Ferv |
Ferw |
Fery |
Ferz
Die Liste der Biografien führt alle Personen auf, die in der deutschsprachigen Wikipedia einen Artikel haben. Dieses ist eine Teilliste mit 22 Einträgen von Personen, deren Namen mit den Buchstaben „Feri“ beginnt.

## Feri
- Feri, Yvonne (* 1966), Schweizer Politikerin (SP)
- Feri-Fliegelmann, Rosa (1878–1966), österreichische Schulgründerin

### Feria
- Féria, Filipe La (* 1945), portugiesischer Theaterregisseur und Drehbuchautor
- Feria, Gómez Suárez de Figueroa duque de (1587–1634), spanischer Staatsmann und General
- Feria, Néstor (1894–1948), uruguayischer Tangosänger, Gitarrist, Komponist und Schauspieler
- Ferianto, Djaduk (1964–2019), indonesischer Schauspieler, Regisseur und Musiker

### Feric
- Ferić, Đuro (1739–1820), dalmatinischer Dichter und Übersetzer
- Ferić, Zoran (* 1961), kroatischer Autor und Journalist

### Ferid
- Ferid, Murad (1908–1998), deutscher Rechtswissenschaftler und Hochschullehrer
- Ferida, Luisa (1914–1945), italienische Filmschauspielerin
- Ferida, Margarete (1875–1950), deutsche Theater- und Stummfilmschauspielerin

### Ferie
- Férié, Bernard (* 1947), französischer Regisseur
- Fériet, Joseph Kampé de (1893–1982), französischer Angewandter Mathematiker und Hochschullehrer für Mechanik

### Ferig
- Ferigra, Erick (* 1999), ecuadorianischer Fußballspieler

### Feril
- Ferilli, Sabrina (* 1964), italienische SchauspielerinSabrina Ferilli (* 1964)

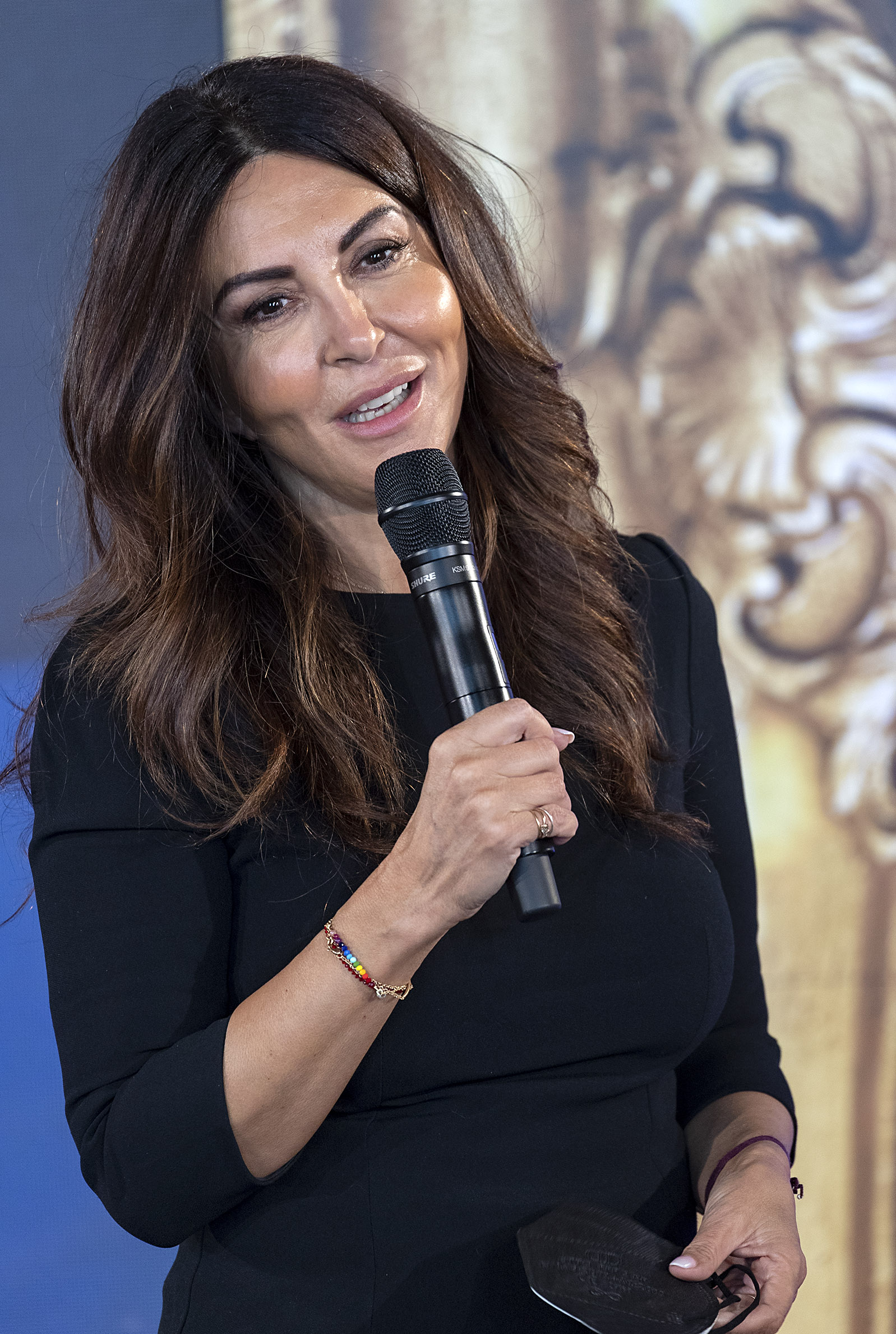
Sabrina Ferilli (* 1964)

### Ferin
- Ferin, Victor (* 1969), russischer Schauspieler und Filmschaffender
- Ferina, Jan (* 2007), kroatischer Kugelstoßer
- Ferinarius, Johannes (1534–1602), deutscher Pädagoge und lutherischer Theologe
- Feringa, Ben (* 1951), niederländischer Chemiker (Organische Chemie, Molekulare Nanotechnologie)
- Ferings, Richard of († 1306), englischer Geistlicher
- Ferino, Pierre Marie Barthélemy (1747–1816), französischer General und Politiker

### Ferio
- Ferioli, César (* 1959), spanischer Comiczeichner